# 西春町
西春町（にしはるちょう）は、かつて愛知県西春日井郡に存在した町である。名古屋市の北西に隣接していた。2006年（平成18年）3月20日、師勝町と合併し北名古屋市となった。

## 地理

### 河川
- 五条川

## 歴史
1880年（明治13年）には日本においてワイン醸造を目的とするぶどう栽培が急速に増え、1882年（明治15年）以後には名古屋市のワイン醸造会社（葡萄組商会第四分社）によって中之郷でぶどう栽培がおこなわれた。1902年（明治35年）の中之郷には計4町歩のぶどう畑があったが、昭和に入ると山梨県産ぶどうなどに押されて衰退していった。
1906年（明治39年）7月16日、西春日井郡九之坪村、上拾箇村、下拾箇村が合併して西春村が発足した。西春日井郡の最初の二文字を取って町名とした。
1963年（昭和38年）11月1日、西春村が町制施行して西春町が発足した。
2000年（平成12年）9月11日に起こった東海豪雨で大きな被害を受け、周辺市町村とともに災害救助法が適用された。
2003年（平成15年）頃には師勝町など西春日井郡の7町と名古屋市との合併が検討されるが、松原武久名古屋市長は「7つの町でまとまれば(人口規模から西区に編入されることなく単独区となることを想定したものだと思われる)、検討する」と慎重な姿勢を見せ、名古屋市との合併は進まなかった。2006年（平成18年）3月20日、西春町と師勝町が合併して北名古屋市が発足し、西春町は廃止された。

## 行政

### 歴代町長
- 上野政夫 - 1986年11月21日就任。2005年12月2日退任。任期途中に自殺した。
- 太田考則 - 2006年1月22日就任。2006年3月20日退任。就任当時は37歳であり、全国最年少の町長だった。

## 教育

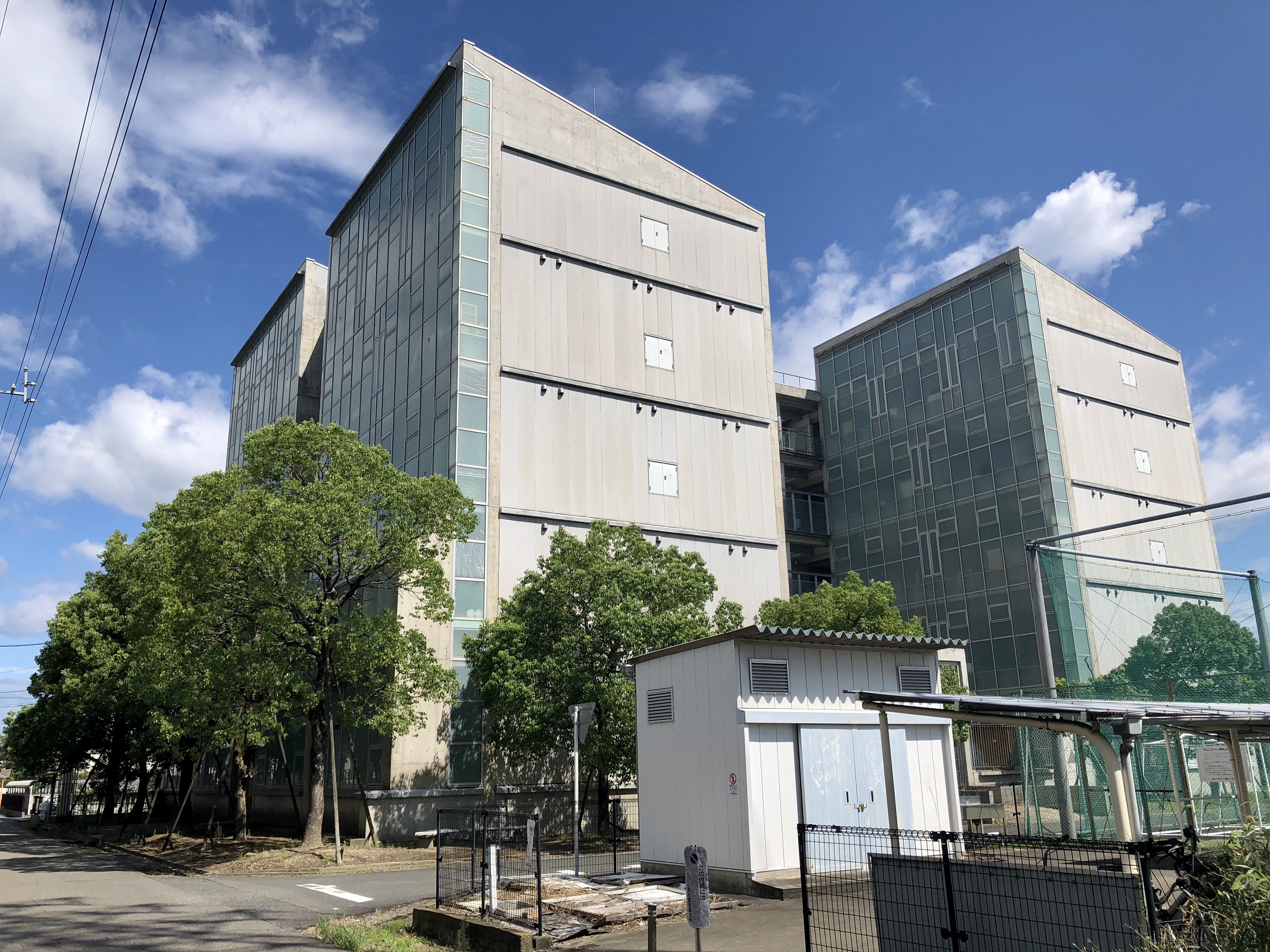
名古屋芸術大学西春キャンパス

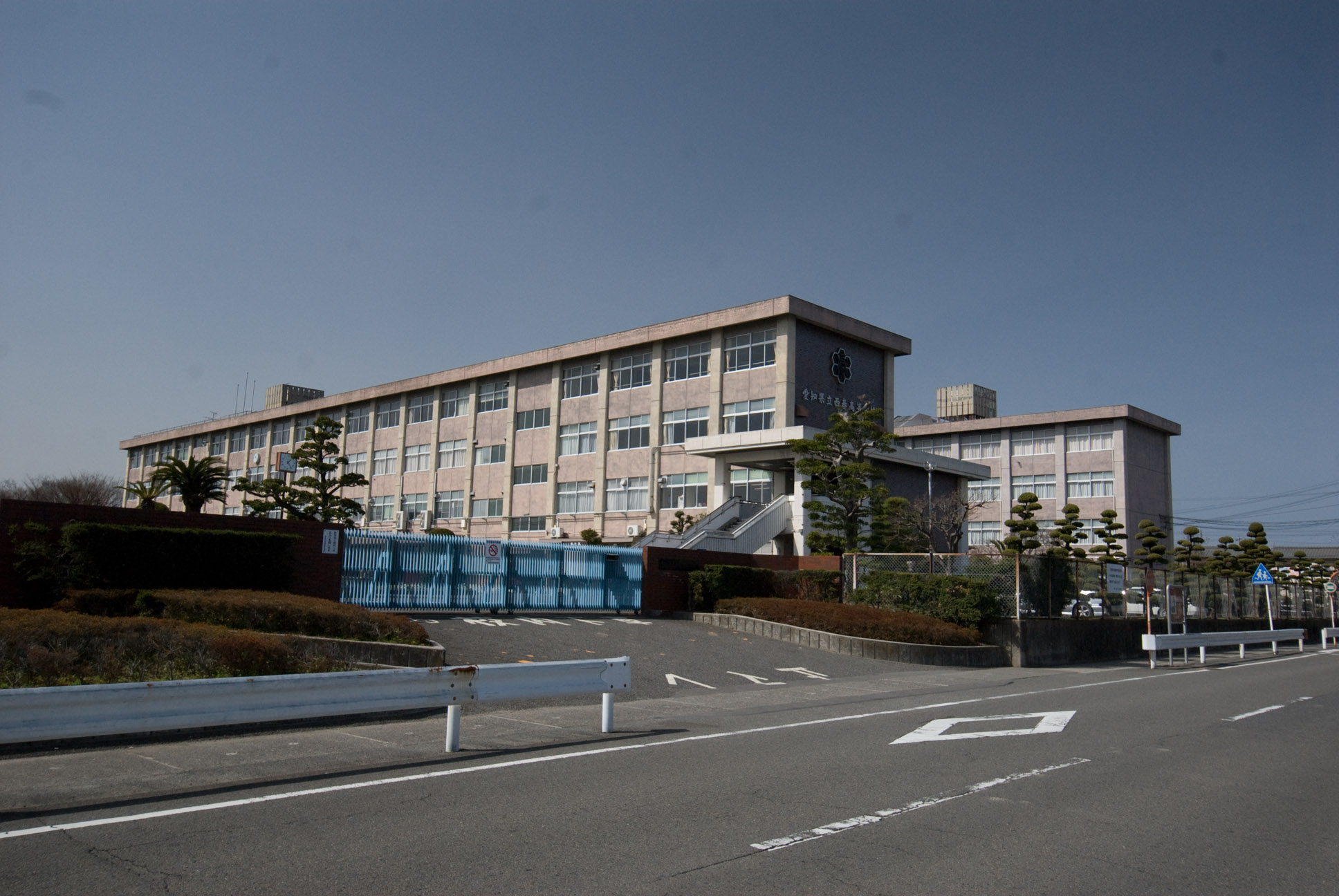
愛知県立西春高等学校

### 大学
- 名古屋芸術大学西春キャンパス（美術学部・デザイン学部）

### 高等学校
- 愛知県立西春高等学校

### 中学校
- 西春町立西春中学校
- 西春町立白木中学校
- 西春町立天神中学校

### 小学校
- 西春町立西春小学校
- 西春町立五条小学校
- 西春町立鴨田小学校
- 西春町立栗島小学校
- 西春町立白木小学校

## 交通

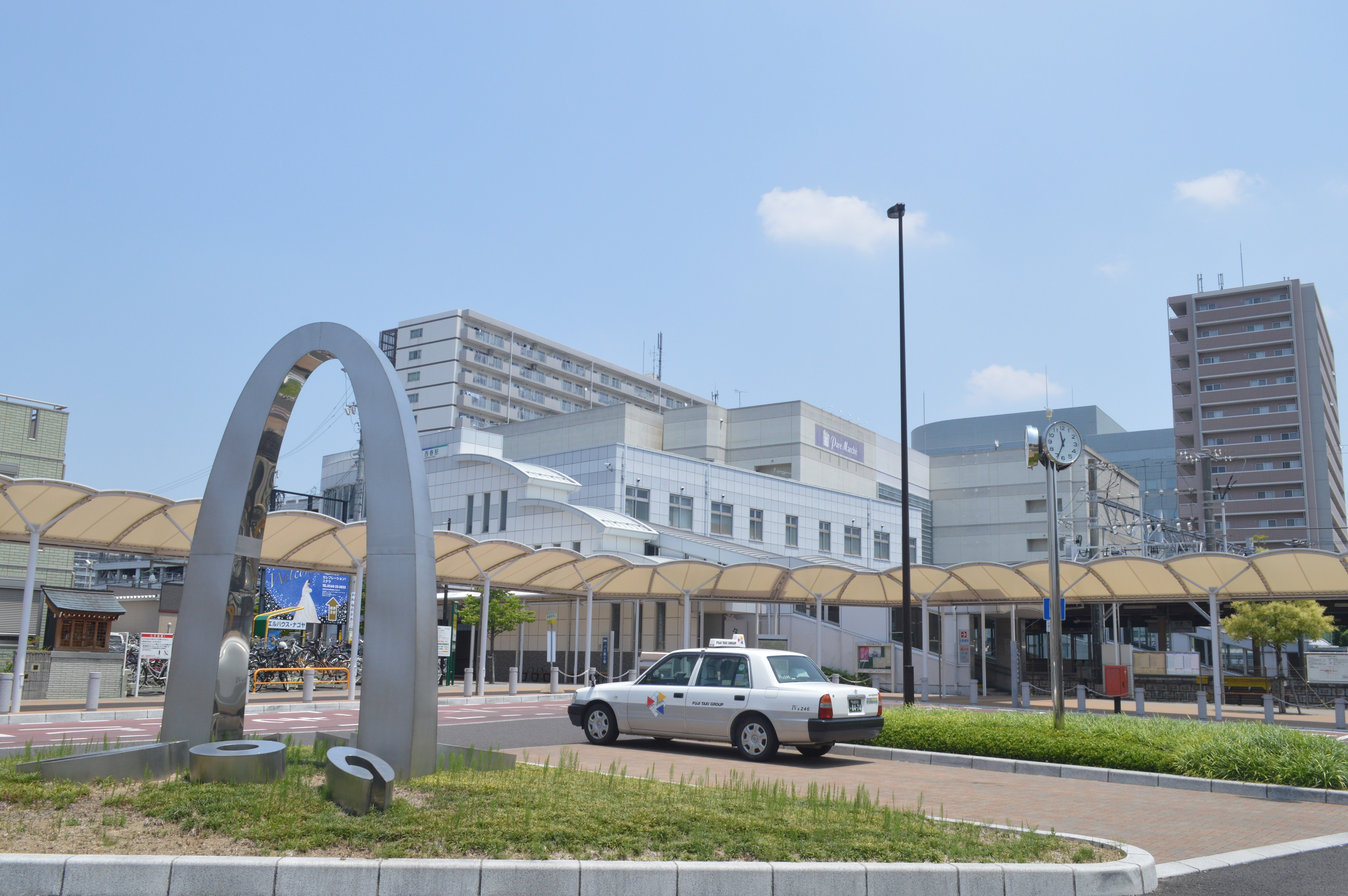
西春駅

### 鉄道
- 名古屋鉄道
  - 犬山線 : 西春駅 - 徳重・名古屋芸大駅

西春駅は西春町と師勝町との境界に位置し、駅の敷地の南側約半分が西春町九之坪に属する。なお、1991年（平成3年）10月26日までは平田橋駅も西春町にあった。

### 道路
- 国道22号（名岐バイパス）

## 娯楽
- 西春末広館 - 映画館[4]。経営者は加藤信孝[5]。加藤は1978年（昭和53年）12月に西春末広館を閉館させ、1980年（昭和55年）8月には尾西市に尾西シネラマパワーを開館させている[6]。

## 名所・旧跡
- 日吉社 - 神社。旧称は山王社[7]。
- 児社 - 神社。旧称は権現社[7]。

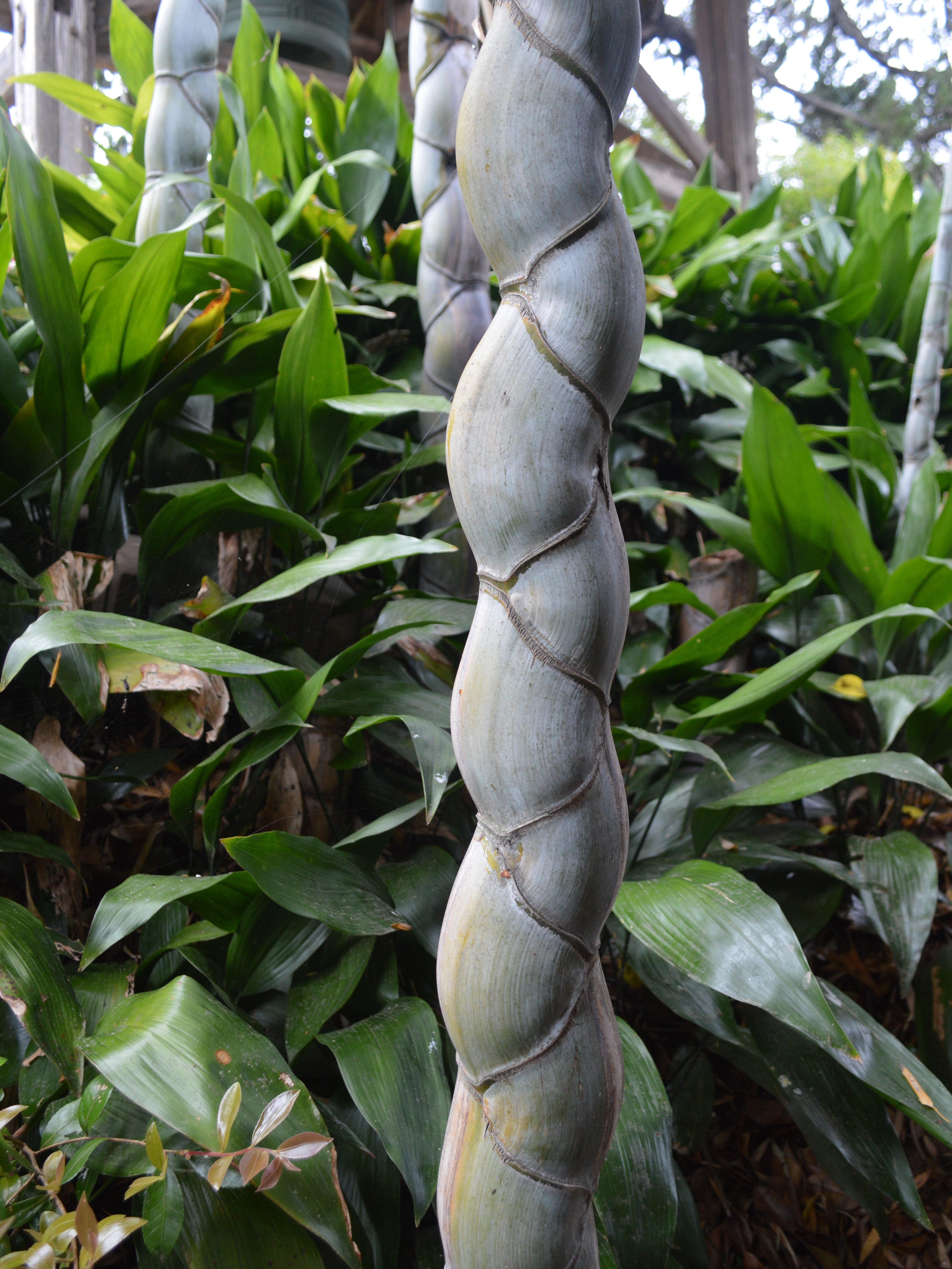
松林寺の亀甲竹林

- 松林寺 - 真宗大谷派の寺院[7]。亀甲竹林、伊吹木（イブキ）、銀杏（イチョウ）が北名古屋市天然記念物[8]。
- 徳岩寺 - 臨済宗の寺院[7]。
- 入明寺 - 真宗大谷派の寺院[7]。
- 光運寺 - 浄土宗の寺院。旧称は阿弥陀堂[7]。
- 報還寺 - 浄土宗の寺院。慶長年間には本尊の薬師如来が疫病から村人を救ったとされる[7]。
- 林通勝邸址 - 戦国武将である林秀貞の居宅跡。北名古屋市指定史跡[8]。

## 出身有名人
- 林秀貞 - 織田信長に仕えた戦国武将。
- 饗庭孝男 - 文芸評論家。（一時期、江口家に疎開していた。）
- 渡辺美奈代 - タレント。